# 深桥镇
深桥镇，是中华人民共和国福建省漳州市诏安县下辖的一个乡镇级行政单位。

## 行政区划
深桥镇下辖以下地区：
深桥村、水溪村、凤寮村、万田村、港头村、后林村、新寨村、庄上村、西坑村、双港村、考湖村、径尾村、郭寮村、溪南村、上寨村、埔上村、白厝村、新溪村、寨口村、岸屿村、仕江村、大美村、溪园村、下园村、后埔村、树美村、华表村和平屿村。

## 姓氏由來
陈姓， 南宋渐山七贤之南恩公陈景肃曾孙、平南侯陈植六子陈泰奂(元隆)之后。从明洪武三年(庚戌1370年)陈郡寿分居白叶其三子陈茂(天福)留守为白叶始祖起，已蕃衍二十二世(四十五世)。分布:深桥镇：新溪村，埔上村东湖，考湖村(陈氏)，新寨村新寨，华表村小驿(小页)。
陈姓， 南江支系景雍支脉裔孙。从南宋初年陈景雍回漳为一世始，至今已传衍三十二世(五十世)。分布:深桥镇：溪南村，埔上村埔上，上寨村，寨口村，白厝村白厝新厝、金山，西坑村长茂林，后岭村(陈氏)。
陈姓， 南宋高宗初年，开漳五世陈于裔孙陈宗说(十七世)从泉州迁入漳浦海滨里沙坂，旋迁甲洲岛，遂定居焉。从陈宗说开基为一世起，至今已蕃衍三十一世(四十七世)。宗说支脉分布深桥镇：华表村厝仔。
许姓， 诏安许姓历来尊许陶为本姓开漳太始祖，许陶子许天正为开诏许姓始祖。世居诏安的许姓裔孙，都是许耐京所出的二大房衍传下来的，今已瓜瓞绵长、华萼交芬。长房(许必得)有子二，主要聚居县城城内、北关外和内外凤楼；二房(许大得)有子五，在县城郊区、深桥、西潭、桥东、金星、梅岭、四都、建设、红星等乡镇。
丁姓， 丁氏七世祖在明朝永乐年间从山东济阳迁来福建诏安县深桥镇万田村，以前叫“旱田”。
沈姓， 诏安开基一世祖讳楸，廷辅公次子。公原居清流县嵩溪，别号小池，自宋南渡，别其子来漳之南诏居住，后卒与妣林氏合葬于梅塘山。四世祖讳穆，开四房：长房观音山祖派，开北门、西巷、后厝、厚门、西浒，五户。二房东沈祖派，开彩东、彩西两户。三房歧头祖派，开歧东、歧西两户。四房桔林祖派，开东城、仕渡(今深桥仕渡村)、五斗、仕雅四户。
杨姓， 杨舒朗，系漳州赤岭祖杨国光裔孙，明宣德二年（1427年），从漳州徙居南诏“多尼山”（后改村名为樟朗），取漳州的“漳”字和杨舒朗的“朗”字合，为村名。为开诏安漳郎肇基祖，子孙后裔播迁于深桥新寨等地。建宗祠“敦本堂”。
吴姓， 位于福建诏安 白洋乡白石村东侧鹅公山畔的吴尚彬墓，墓主人宋承德郎(黄州监酒务郎)尚彬公为诏安深桥考湖村开基始祖。
叶姓， 元末顺帝时，福建南剑州(今南平市)沙县九彩巷的萧公，携带妻子叶氏(叶妈)及三子逃难至漳州漳浦南诏场西路宝桥(今诏安县深桥镇华表村一带)定居。其大、二儿子往他乡谋生，小儿子万六郎随侍母侧仍居宝桥，并依母姓改为姓叶，为诏安宝桥叶氏一世祖，葬后山，世称“后山祖”。